# لونغ تشيان
لونغ تشيان (بالصينية: 龙潜) هو سياسي صيني، ولد في 1913، وتوفي في 1992. نشط حزبياً في الحزب الشيوعي الصيني. وقد انتخب عضو في اللجنة الوطنية لجمهورية الصين الشعبية خلال فترته النيابية ‏.